# Mausoleu de Favara

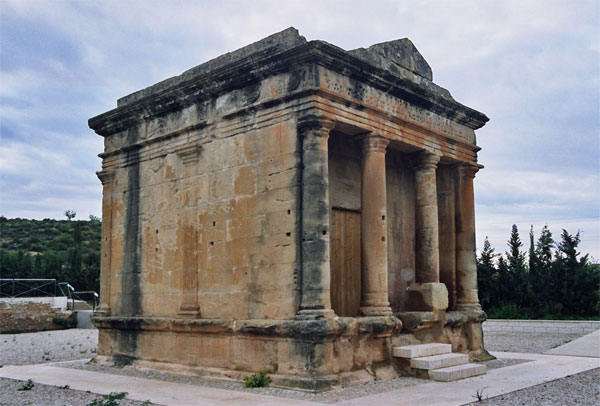
El mausoleu de Favara

El sepulcre romà o mausoleu de Favara està situat a la riba esquerra del riu Matarranya, prop de la vila de Favara de Matarranya, a la província de Saragossa. Des d'antic, hom el coneix localment com a Caseta dels Moros.
Molt possiblement, sigui el monument d'aquesta mena més ben conservat de tota la península. El sepulcre està situat en una zona amb una elevada densitat de restes d'època romana rural, amb diversos jaciments i vil·les rústiques. Prop d'aquí, s'han localitzat indicis d'altres edificis del mateix tipus.
Tot i les dificultats que representa establir-ho amb certesa, hom considera que es tracta d'una construcció del segle ii de la nostra era. Les comparacions amb altres edificis són difícils pel motiu de tractar-se d'un edifici rural que no pot comparar-se amb les construccions de les grans ciutats, més ben documentades.
El mausoleu havia passat pràcticament desapercebut per als estudiosos. No és fins al 1874 que s'informa oficialment a l'administració (en aquest cas, la Real Academia de la Historia) de la seva existència. L'edifici va restar en mans de diversos particulars, fins que el 1942 va ser adquirit per l'Estat a José Valén Llop. Ja abans, el 1931, s'havia declarat Monument historicoartístic. El seu estat de conservació és envejable.

## Descripció

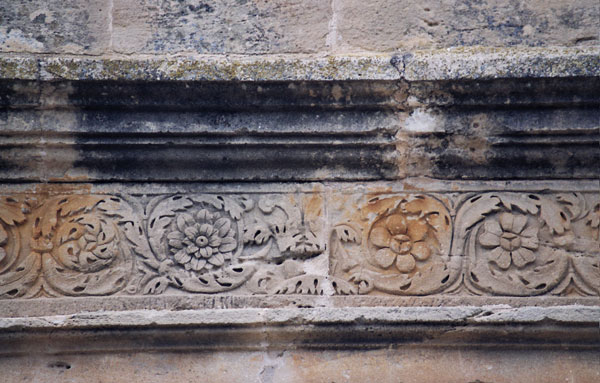
Decoració de l'entaulament

Es tracta d'un edifici de planta rectangular, de 6,85 x 5,94 m, bastit amb pedra sorrenca, sense morter; els blocs estan travats amb peces metàl·liques. Està perfectament orientat segons els punts cardinals, amb la façana principal i entrada a llevant. Té l'aparença d'un temple de tipus clàssic, del tipus conegut com a pròstil, és a dir, amb la façana integrada per quatre columnes: dues entre els murs laterals, i dues més adossades a aquests. Els murs cecs estan decorats amb unes pilastres, dues a les cantonades posteriors i dues més al mig dels murs laterals.
Sobre els murs i les columnes de la façana, d'ordre toscà, se situa l'entaulament decorat exteriorment. Aquest entaulament portava en la seva part frontal una inscripció, ara perduda, feta amb lletres de bronze clavades. Aquestes lletres ara han desaparegut i han deixat només els senyals de la seva existència en la pedra. Als laterals i zona posterior, s'hi veu uns relleus amb motius florals i garlandes.
Sobre l'entaulament se situen dos frontons, un a la part anterior, molt deteriorat, però que encara conserva la inscripció gràcies a la qual s'ha pogut identificar l'edifici. El segon frontó, a la part posterior, és llis i millor conservat.
Entre les columnes i la porta d'entrada hom troba el pronaos. La cel·la interior està coberta amb volta de canó. Unes escales donen accés a la cambra sepulcral situada sota l'edifici i també coberta amb volta de canó.
Al frontó, hi ha una inscripció que hom pot llegir encara amb facilitat:
L' A MILI LVPI
Hom suposa que entre la A i la M caldria situar una E, i que a sobre hi ha rastres d'haver contingut unes lletres metàl·liques clavades, fàcilment una D i una M. Pel que la inscripció completa podria ser:
D. M.
L'AEMILI LVPI
Que podria traduir-se: "Als Déus Manes de Luci Aemili Lupi", un personatge fins ara desconegut.

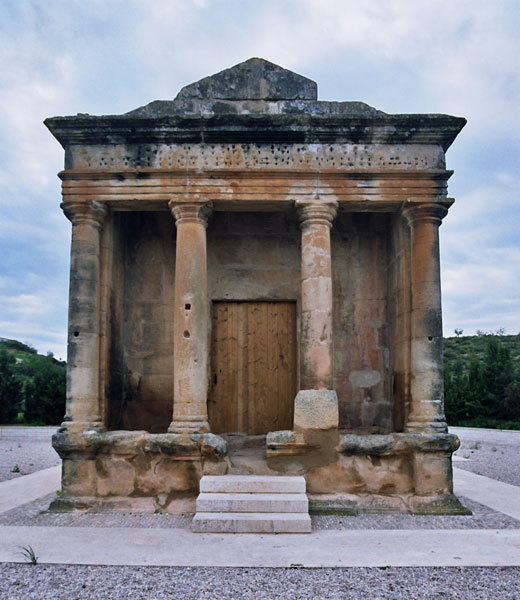
Façana principal
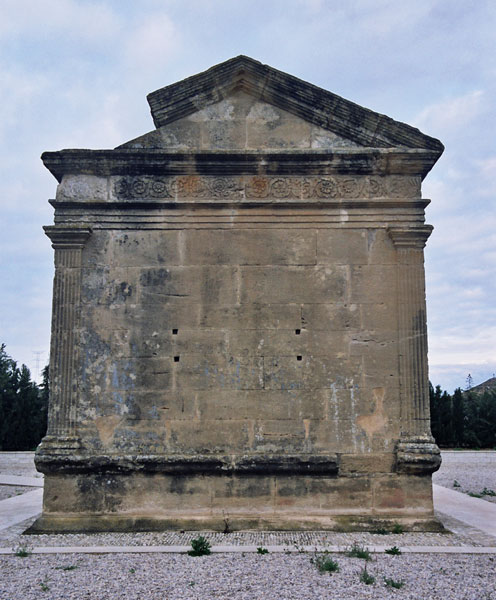
Façana posterior
Mapa del mausoleu